# リバイスForward 仮面ライダーライブ&エビル&デモンズ
『リバイスForward 仮面ライダーライブ&エビル&デモンズ』（リバイスフォワード かめんライダーライブアンドエビルアンドデモンズ）は、特撮テレビドラマ『仮面ライダーリバイス』のオリジナルビデオ作品。2023年2月10日に期間限定で劇場先行上映され、同年5月10日にBlu-ray / DVDが発売。77分。

## 概要
新たな敵との戦いとの戦いを五十嵐大二 / 仮面ライダーライブと門田ヒロミ / 仮面ライダーデモンズをメインに描く。本編の主人公であった五十嵐一輝は登場するが仮面ライダーリバイには変身しない。
物語はテレビシリーズの最終回と、『仮面ライダーギーツ×リバイス MOVIEバトルロワイヤル』のその後を描いている。
監督はアクション演出に定評のある坂本浩一、脚本はテレビシリーズのサブライターのような活躍を見せた毛利亘宏が担当する。
映像ソフトは通常版のほか、劇中に登場するジャイアントスパイダーバイスタンプとメガバットバイスタンプが付属する初回限定版が発売される。
2023年1月17日には、新宿バルト9にて完成披露舞台挨拶が開催され、キャストから五十嵐大二役の日向亘、門田ヒロミ役の小松準弥、ジョージ・狩崎役の濱尾ノリタカ、夏木花役の椛島光、玉置豪役の八条院蔵人、スタッフから監督の坂本浩一が登壇した。
2023年2月10日には、新宿バルト9にて初日舞台挨拶が開催され、五十嵐大二役の日向、門田ヒロミ役の小松、五十嵐一輝役の前田拳太郎、留美役の芹沢凛、染井俊一郎役の伊万里有が登壇した。

## あらすじ
フェニックスの後継組織として誕生した平和維持組織ブルーバードの隊長となった門田ヒロミは遺伝子工学の権威・市村景孝の研究によってその肉体に回復の兆しを見せていた。
そんな中、ヒロミは少年少女を誘拐・監禁していた「ギフ亡き新時代のガーディアン」を自称する「アリコーン」というテロ組織に潜入するため自らアジトに囚われ、ブルーバードの隊員である五十嵐大二たちに少年少女とともに救出されるが、どこか異質な雰囲気に変貌していた。大二はカゲロウに交代することで人間を超えた戦闘力を持ち、ヒューマンミュータントを自称するリーダーの染井俊一郎に打ち勝つ。
だが、ヒロミはその被害者の一人である少女・留美に接近するが、様子のおかしいヒロミを恐れて逃げ出すが、そこにもう1人のヒロミからブルーバードに連絡が入る。もう1人のヒロミは留美と心を通わせるが、先に現れていたヒロミが、紫に髪を変えて現れる。ヒロミから生まれた悪魔を自称する悪魔ムラマサはヒロミに襲い掛かる。
大二はアリコーンがヒューマンミュータントを人工的に生み出すことが狙いであると考え、アリコーンを染井を囮に誘き出そうとするが、ムラマサとアリコーンのメンバーによってツーサイドライバーを破壊されてしまう。さらには大二からカゲロウが分離し、留美を奪ってアリコーンの仲間になってしまう。
事件を振り返って事件の黒幕に気付いた大二は、新たなバイスタンプをジョージ・狩崎から得て、ヒロミとともに敵の本拠へと急行する。
ヒューマンミュータントは人工的に市村が作ったものであり、ムラマサもヒロミのクローンであった。本物のミュータントである留美を研究していた市村は、ブルーバードによって救出された彼女を取り返すために暗躍していたのであった。
アリコーンに付いていたように見えたカゲロウも、アリコーンを裏切って大二とヒロミに合流して仮面ライダーに変身し、ヒューマンミュータントたちが変身したトランザムザに挑む。

## 登場人物
本作品のみ登場する人物を記載。テレビ本編に登場した人物は仮面ライダーリバイス#登場人物を参照。
ムラマサ
ヒロミと同じ顔をした「ヒロミから生まれた悪魔」を自称する存在。一人称は「ぼく」で、無表情。日本刀の二刀流での戦いを得意とし、大二のツーサイドライバーを破壊する。
その正体はヒロミの遺伝子から市村が作ったクローンで、髪の色を変化させてヒロミになりすましていた。
- 小松の殺陣の技術を活かせるように、早期から日本刀を持たせることとなった。
- ヒロミのクローンであることから、表に感情を出さないサイコパスのような方向性で演じることとなったが、感情を持たないクローンではあるが、途中でイラついたり、感情とは何と少しずつ考え始めているような様子も見せ、わずかながらも最終的に寂しいという感情を抱くため、そういう流れを意識して役に取り組んだという。

留美（）
本作品のヒロイン。アリコーンのアジトに誘拐・監禁されていた少女。自分を助けてくれたヒロミを「おじちゃん」と呼び、遊園地に行く約束をするなど彼のことを信頼している。
細胞分裂を促進して一瞬にして人間の怪我を治癒することができる不思議な能力を持った突然変異体。
- 留美を演じる芹沢は、台本に書かれているイメージが、芹沢の実年齢よりも少し幼く感じたため、台詞を言う際には普段よりも声を少し高く出すようにしている。

市村 景孝（）
遺伝子工学研究所で人の肉体を若返らせる遺伝子修復プログラム「トランザムザ」を開発した遺伝子工学の権威。ヒロミの肉体年齢を修復させる治療を行っていた。
だが、それらは表面上で、アリコーンの黒幕であった。アリコーンを創設して究極の存在へ進化することを目論み、次々と死んだ人間を利用してヒューマンミュータントを作り出しており、人工ミュータントでは突然変異体の留美を狙う。

### アリコーン
遺伝子操作によって市村が生み出した人間をはるかに超えた身体能力を持つ「ヒューマンミュータント」で構成された「ギフ亡き新時代のガーディアン」を自称するテロ組織。
各地から、留美のような突然変異体を求めて子供を誘拐していった。
染井 俊一郎（）
アリコーンの表向きのリーダー。
ブルーバードによって連続誘拐事件の容疑者として拘束されて尋問を受けるが、市民への無差別攻撃を組織が始めることを示唆して、自らの身柄の解放を求める。そして、ユキオやマリコの襲撃によって解放されると彼らを処分してトランザムザへと変身する。

ユキオ、マリコ
アリコーンのメンバーで、コンビで行動しているヒューマンミュータント。チョーカーのボタンに触れることで細胞が活性化し、特殊能力を発動させる。2人とも、数年前に既に死んでおり、その死体から創り出されたクローンである。

## 本作品オリジナルの仮面ライダー

### 仮面ライダーライブマーベラス
五十嵐大二が'リバイスドライバーとメガバットバイスタンプで変身する仮面ライダーライブの新たな姿。
変身音声は「マーベラスアップ！ 輝くほどシャイニング！ 激しくなるダークネス！ Crossing Crossing! 仮面ライダーライブ&エビルマーベラス！」。
変身時には、リバイとバイスの変身時と同様にカゲロウがリバイスドライバーに吸収され、大二の頭に巨大なバイスタンプを被せている。
リバイスドライバーを使用していることから、リバイのカラーが全身に加わっているほか、怪人と同化した人間を分離する機能を持つ。
- リバイスドライバーで変身するということから、リバイスの色味であるピンク系のカラーリングでまとめているが、エビルと同時に登場して表と裏が並び立つというコンセプトのため、アルティメットリバイスと同様にピンク系ではなくマゼンタを基に、彩度を高くしている[15]。
- 変身シーンでは、一輝らしさをどこかに入れたいと思ったため、バイスタンプに息を吹きかける仕草を入れている[14]。

ツール
リバイスドライバー
ムラマサによって破壊されたツーサイドライバーに代わって一輝から託された。
オーインバスター50
メガバットバイスタンプを押印することで、黒いエネルギー弾を発射する。
メガバットバイスタンプ
ジョージ・狩崎が大二に託したオオコウモリの遺伝子情報を秘めたバイスタンプ。

必殺技
ジャスティスフィニッシュ
エビルマーベラスとともにキックを放ち、留美とトランザムザを分離した。

### 仮面ライダーエビルマーベラス
カゲロウが五十嵐大二のライブマーベラスへの変身に伴って変身する仮面ライダーエビルの新たな姿。
ツール
リバイスドライバー
ライブと同様に装着されている。
リバイスラッシャー
メガバットバイスタンプを押印することで斬撃を発動させ、敵の攻撃をはね返した。

必殺技
ジャスティスフィニッシュ
ライブマーベラスとともにパンチを放ち、トランザムザ レベル3を倒した。

### 仮面ライダーインペリアルデモンズ
門田ヒロミがデモンズドライバーとジャイアントスパイダーバイスタンプで変身する仮面ライダーデモンズの新たな姿。
変身音声は「Deal Decide up! Deep. Drop. Danger.（深く、落ちる、危機）仮面ライダーデモンズ！」。
蜘蛛のモチーフがマスクにあしらわれ、マントを羽織っている。
完全に復調したヒロミの肉体と狩崎が開発した新たなバイスタンプの力の相乗効果で、高い戦闘力を誇る。
- アシンメトリーのデモンズが強化することからシンメトリーとなっている[15]。デモンズは蜘蛛の巣が右肩から上半身を覆っているのが特徴だったが、強化形態では蜘蛛の巣がベルト側から上に向かってかかっており、その流れでマントになっている[15]。
- 胴体はバリッドレックスゲノムのアーマーの塗り替え[15]。

ツール
デモンズドライバー
狩崎が大二に託した新たに調整されたデモンズドライバーで、ヒロミが受け取った。
ジャイアントスパイダーバイスタンプ
ヒロミのためにジョージ・狩崎が開発した大型のクモの遺伝子情報を秘めたバイスタンプ。

必殺技
デモンズフィニッシュ
糸を腕から放って敵を捕らえて投げ飛ばす。
デモンズレクイエム
クモの糸で敵を捕らえ、背中から飛び出たクモの足を収束させてキックを放つ。また、クロコダイルとコモドドラゴンのバイスタンプで放つ場合もある。

## 本作品オリジナルの怪人
トランザムザ
遺伝子操作によって市村が作り出したクローン。ユキオとマリコが首のチョーカーに触れることでレベル1、チョーカーをつけたムラマサがレベル2、染井がレベル3に変身し、市村と留美が一体化することでレベル4に変身する。
無意識に人間が抑制している潜在能力を瞬間的に引き出すことができ、レベル4は留美が持つ特殊能力が加わることで、究極的な力を発揮する。
- スーツは一体のスーツにパーツを付け替えて4体に見せている。肉体強化した人間であることから、筋肉が盛り上がりモロに出ているデザインとなっている。第4形態は確実にレベルが異なるやつという差を目指して黒のパーツを追加したビジュアルとなった。

## キャスト
- 五十嵐大二 / カゲロウ / 仮面ライダーライブマーベラス / 仮面ライダーエビルマーベラス - 日向亘[1]
- 門田ヒロミ / ムラマサ / 仮面ライダーインペリアルデモンズ - 小松準弥[1]
- 市村景孝 - 高橋良輔[1]
- 留美 - 芹沢凜[1]
- 染井俊一郎 - 伊万里有[1]
- ユキオ - 梶原颯[1]
- マリコ - 松田リマ[1]
- キャスター - 宮島咲良[8]
- ラーメン屋店主 - どうきひろし[8]
- 田淵竜彦 - 宇治清高[1]
- 五十嵐一輝 - 前田拳太郎[1]
- 五十嵐さくら - 井本彩花[1]
- ジョージ・狩崎 - 濱尾ノリタカ[1]
- 夏木花 - 浅倉唯[1]
- 玉置豪 - 八条院蔵人[1]
- 関隼汰[8]
- 若林優次郎 - 田邊和也[1]

### スーツアクター
パンフレットより。
- 仮面ライダーライブ[18][12][5] - 永徳
- 仮面ライダーエビル[18][12][5] - 縄田雄哉
- 仮面ライダーライブ[10] - 小森拓真
- 森博嗣
- 高田将司
- 伊藤茂騎
- 北村海
- 原隆太
- 岡田和也
- 細川晃弘
- 塚越靖誠
- 杉森菜摘
- 菅野聖
- 菅野慶太
- 坂梨由芽
- 白井雅士
- 鈴木翔流
- 川合立統
- 神前元
- 林本奈々
- 米岡孝弘
- 平島由章
- 松本直也
- 渡邊海斗
- 齊藤謙也
- 寺本翔悟
- 鍜治洸太朗
- 五十嵐睦美
- 久田悠貴
- 宇佐美紗風
- 岡田ひかる
- 兵藤結也
- 今井大樹
- 蔦宗正人
- 仮面ライダーインペリアルデモンズ[19] - 渡辺淳

## スタッフ
- 原作 - 石ノ森章太郎[1]
- 脚本 - 毛利亘宏[1]
- 音楽 - 中川幸太郎[1]
- スーパーバイザー - 小野寺章[8]
- 撮影 - 百瀬修司[8]
- 照明 - 太田博、西田文彦[8]
- 美術 - 将多[8]
- 録音 - 村上洋祐[8]
- 編集 - 目見田健[8]
- スクリプター - 栗原節子[8]
- 助監督 - 作野良輔[8]
- 制作担当 - 中島嘉隆[8]
- ラインプロデューサー - 下前明弘[8]
- キャラクターデザイン - PLEX[8]
- クリーチャーデザイン - 武藤聖馬[8]
- 配給 - 日野原彩子・山口海斗（東映ビデオ）[8]
- 製作プロダクション - 東映テレビ・プロダクション[8]
- 委員会スタッフ - 石井悠吾（東映ビデオ）、大島ふみ・鈴木遼河（ADK EM）、大矢陽久・廣瀬剛・坂本悠・南中光葉（バンダイ）
- エグゼクティブプロデューサー - 加藤和夫（東映ビデオ）[8]
- プロデューサー - 山田真行（東映ビデオ）、望月卓（東映）[1]
- アクション監督 - 渡辺淳（ジャパンアクションエンタープライズ）[1]
- 監督 - 坂本浩一[1]

## 音楽
主題歌「Love yourself」
作詞 - 藤林聖子 / 作曲 - tatsuo / 歌 - #ナイスファミリバ
オープニングテーマ「Come Alive」
作詞 - 瀧尾沙 / 作曲 - tatsuo / 歌 - 五十嵐大二・門田ヒロミ（日向亘・小松準弥）
挿入歌
「Mirage Mirror」
作詞 - 藤林聖子 / 作曲 - Ryo / 歌 - 五十嵐大二&カゲロウ（日向亘）
「Without you DEAR GAGA Ver.」
作詞 - 渡部紫緒 / 作曲 - 坂部剛 / 歌 - 門田ヒロミ（小松準弥）

## 制作
監督の坂本は、現行の作品であった『仮面ライダーギーツ』が本格的に始動したころに本作品の依頼を受け、自身を含めた『リバイス』の監督陣が『ギーツ』への参加オファーを受けていたため、両プロデューサー間でスケジュールを調整し、『ギーツ』への参加前に本作品を担当することが決まった。
主演の日向と小松が一人二役で演じているため、シーンによっては4人で会話し、戦うシーンもあることから、演出部によるスケジュール調整によって、坂本が用意した撮影するカットを記載したリストを基に、演じる順番を決めて、その役向けのアングルを全て撮り終えた後にメイクや衣装を変えるという方法で撮影していったことから、監督の坂本は毎日がパズルを組み立てていくような作業であったという。
新キャラクターのムラマサや、留美との逃亡劇という要素からヒロミ側の比重が重くなることから、カゲロウとの新たな関係性を築いてさらに大二が成長する流れを組むことでバランスよく描いている。
脚本の毛利は、『リバイス』の主題である「人間と悪魔の関係」を一輝とバイスとは異なる形で大二とカゲロウを描いていき、もう一人の主人公であるヒロミをギリギリの状況に追い込むことで熱い人間性を炙り出したいと思ったという。また、一輝が主人公として、そして	兄としてどう成長したか、というのも大切に書いた部分であるという。

## 映像ソフト化
Blu-ray / DVDでリリース。
- リバイスForward 仮面ライダーライブ&エビル&デモンズ 劇場先行販売版（DVD1枚組、2023年2月10日に上映劇場にて数量限定で発売）
  - 映像特典
    - TRAILER
    - DESIGN GALLERY
    - POSTER GALLERY
- リバイスForward 仮面ライダーライブ&エビル&デモンズ 通常版（1枚組、2023年5月10日発売）
  - 音声特典（Blu-ray版のみ）
    - オーディオ・コメンタリー（日向亘×小松準弥×監督：坂本浩一×プロデューサー：望月卓）

  - 映像特典
    - MAKING（Blu-ray版のみ）
    - TRAILER
    - 「The Last Dance」スペシャルフォトアルバム（Blu-ray版のみ）
    - DESIGN GALLERY
    - POSTER GALLERY
- 【初回生産限定】リバイスForward 仮面ライダーライブ&エビル&デモンズ DXジャイアントスパイダー&メガバットバイスタンプセット版（1枚組、2023年5月10日発売）
  - セット内容
    - リバイスForward 仮面ライダーライブ&エビル&デモンズ（通常版と共通）
    - DXジャイアントスパイダーバイスタンプ
    - DXメガバットバイスタンプ
    - ライナーノート
    - 主題歌CD